# Anna Castberg
Leslie Ann (Anna) Castberg, född 15 mars 1948 i Tveje Merløse Sogn vid Holbæk i Danmark, är en dansk-brittisk tidigare konstmuseidirektör.
Anna Castberg flyttade till Storbritannien som barn tillsammans med sin mor, som gifte sig med en britt med efternamnet Beldam. Hon var den första chefen under tre år för Arken Museum for Moderne Kunst i Danmark 1993–96.
Anna Castberg spelade som 17-åring under namnet Leslie Ann Beldamme in singeln The One I Love i Storbritannien, vilken sålde i 9.000 exemplar, men hennes övriga uppväxt och utbildning är inte mycket mer känt än att hon vistades utanför Danmark och blev brittisk medborgare. Hon utnämndes till tjänsten som museidirektör i Ishøj i februari 1994. Det visade sig att hon hade fått arbetet som museidirektör för Arken på en falsk meritförteckning, studier vid Sorbonne i Paris i estetik och konstvetenskap, doktorsexamen 1973 från Courtauld Institute of Art vid University of London på en avhandling om Københavske malare i nordiskt perspektiv, konsulentarbete vid Sotheby's i London samt anställningar som kolumnist för International Herald Tribune i Paris på 1970-talet och rådgivare för Nationalgalleriet, Kunstindustrimuseet och Det judiska museet i Prag. De tre ansvariga lokalpolitikerna i anställningskommittén, bland andra Per Kaalund och Per Madsen, kontrollerade inte dessa uppgifter.
Hennes ledarskap ledde till ett växande ekonomiskt underskott i museet, som invigdes i mars 1996. Två journalister från Jyllands-Posten uppdagade att Anna Castberg hade uppträtt i brittiska konstkretsar med en falsk doktorsexamen från Københavns Universitet, och kunde sedan konstatera att också de andra internationella titlarna som hon använde sig av i Danmark också var påhittade. Hon konfronterades med dessa uppgifter och avskedades i augusti 1996 med omedelbar verkan. Hon flyttade sedan tillsammans med sina två barn tillbaka till London.

## Litterär gestaltning
Dramatikern Erling Jepsen skrev komedin Anna og Tyngdelove, som är byggd på Anna Castbergs liv och handler om en kvinna med namnet Anna Riber Hofdahl. Pjäsen har bland annat uppförts på Århus Teater 2001 och Odense Teater 2003. Anna Castberg förekommit som figuren Lola (Laila Petrova) i Leif Davidsens roman Lime's billede' från 1999.